# Lower Lake
Lower Lake és una concentració de població designada pel cens dels Estats Units a l'estat de Califòrnia. Segons el cens del 2000 tenia 1.755 habitants.

## Demografia
Segons el cens del 2000, Lower Lake tenia 1.755 habitants, 716 habitatges, i 458 famílies. La densitat de població era de 86,2 habitants/km².
Dels 716 habitatges en un 25% hi vivien nens de menys de 18 anys, en un 48,5% hi vivien parelles casades, en un 10,8% dones solteres, i en un 35,9% no eren unitats familiars. En el 27,5% dels habitatges hi vivien persones soles el 12,2% de les quals corresponia a persones de 65 anys o més que vivien soles. El nombre mitjà de persones vivint en cada habitatge era de 2,45 i el nombre mitjà de persones que vivien en cada família era de 2,97.
Per edats la població es repartia de la següent manera: un 23,2% tenia menys de 18 anys, un 7,9% entre 18 i 24, un 22,3% entre 25 i 44, un 27,2% de 45 a 60 i un 19,4% 65 anys o més.
L'edat mediana era de 43 anys. Per cada 100 dones de 18 o més anys hi havia 94 homes.
La renda mediana per habitatge era de 24.974 $ i la renda mediana per família de 29.896 $. Els homes tenien una renda mediana de 38.750 $ mentre que les dones 21.250 $. La renda per capita de la població era de 13.516 $. Entorn del 9,9% de les famílies i el 12,4% de la població estaven per davall del llindar de pobresa.

## Poblacions més properes
El següent diagrama mostra les poblacions més properes.